# Fortunatus
Fortunatus – XVI-wieczny niemiecki romans moralizujący nieznanego autorstwa, wedle wszelkich prawdopodobieństw wydany w 1509, w Augsburgu, popularny również w wersji włoskiej. 

A iż ją tak Niemcy po dziś dzień radzi czytają, i Włoszy ją też w język swój przełożyli, nie chcieliśmy zaniechać, aby tak dla małego nakładu nie mieli też Polacy tak krotochwilnej rzeczy czytać. [Ku Czytelnikowi]

Romans opowiada o pechowym peregrynancie, Fortunatusie (imię to oznacza przewrotnie "tego, któremu los sprzyja"), synu zubożałego szlachcica, który w celu odrobienia majątku rodzinnego ima się różnych zajęć. Początkowo zatrudnia się jako pomocnik weneckiego hrabi, jednak oszukany przez zazdrosną służbę jakoby miał zostać w niedługim czasie wykastrowany przez swego pana i obsadzony na funkcję eunucha fraumyceru, zmuszony jest uciekać i wędrować po świecie w poszukiwaniu pracy.
Romans ma mocne zacięcie moralizujące, na co wskazuje choćby przedmowa polskiego tłumacza skierowana do czytelników.

Albowiem aczby kto rzekł, iż to w rzeczy nigdy nie było, jednak tak roztropnie jest opisana ta Historyja, iż czytając niektórych przewrotnych ludzi wykręty a przechyrne szyderstwa, które w nię wmieszane są, gdy ty czytając baczność twą tym pobudzisz, z trudna cię ma takowy szyderz oszukać, abyś jego fierlejów a wykrętów nie obaczył, a przeciw oszukaniu jego niejakiej przestrogi nie nalazł. Albowiem, jako się rzekło, dobrze temu, który się cudzą przygodą karze. [Do czytelnika]

Przypuszcza się, że polskiego tłumaczenia tego dzieła dokonał Marcin Siennik około roku 1570 (pozwalają to ustalić daty romansów poprzedzających oraz dane z inwentarzy lwowskich). Elegancka forma wydruku, pieczęć oraz inicjał M.S. świadczą o tym, że Fortunatus wyszedł w Polsce spod pierwszorzędnej prasy krakowskiej, najpewniej Mikołaja Szarffenbergera, który wydał zresztą trzy poprzednie powieści serii Klocka rawskiego.